# ガイレス (ヴィリニュス)
『ガイレス』（リトアニア語: Gairės）は、1994年4月以降リトアニアの首都ヴィリニュスで発行されている文化や政治に関する月刊雑誌。創刊当初は「ポリティカ」社が発行していたが、現在は「ムースー・ガイレス」社が発行している。発行部数は3000部（1995年および1997年当時）。編集者は、ポヴィラス・マシリョニス、ヴァツロヴァス・パウラウスカス、アルギス・クスタ。